# BYO Split Series, Vol. 5
BYO Split Series, Vol. 5 is een splitalbum van de twee punkbands Alkaline Trio en One Man Army. Het is uitgegeven op 20 april 2004 door BYO Records en is het vijfde album uit de BYO Split Series. Het album bevat 12 nummers van beide bands, zes nummers per band. In tegenstelling tot voorgaande albums, bevat het album maar één cover; namelijk  het nummer "Wait for the Blackout" van The Damned. De andere nummers zijn niet eerder uitgegeven. Het album bevat tevens de eerste versie van het nummer "Sadie" van Alkaline Trio.

## Nummers

### Alkaline Trio
1. "Fine Without You" - 3:15
2. "Hating Every Minute" - 3:03
3. "Dead and Broken" - 2:09
4. "Sadie" - 4:38
5. "If You Had a Bad Time..." - 3:38
6. "Wait for the Blackout" (cover van The Damned) - 3:29

### One Man Army
1. "The T.V. Song" - 2:31
2. "The Hemophiliac" - 1:28
3. "All the Way" - 2:26
4. "The Radio Airwaves Gave Me a Lobotomy" - 2:04
5. "I.F.H.A. (One Love)" - 2:07
6. "Let's Call It An Evening" - 2:57